# Love Sux Tour
Love Sux Tour (originalmente titulado Bite Me Tour 2022 y titulado Love Sux Tour 2023 en Europa) es la séptima gira musical de la artista canadiense Avril Lavigne. La gira se lanzó en apoyo de su séptimo álbum de estudio Love Sux (2022). Comenzó en Rama, Canadá, el 30 de abril de 2022 y finalizará en Londres, Inglaterra, el 10 de mayo de 2023.

## Información
Luego de su gira abreviada en 2019, anunció conciertos en Europa, en octubre de 2021. Las fechas estaban compuestas por conciertos cancelados de 2020 y 2021, debido a la pandemia. También se informaron espectáculos en el sudeste asiático para mayo de 2022, pero esos espectáculos se cancelaron.
Tras el lanzamiento del sencillo principal del álbum, la cantante reveló conciertos en Canadá, los primeros en una década. Los artistas de rap alternativo Mod Sun y Grandson fueron los teloneros de esas fechas. Un dólar de cada boleto de concierto comprado fue donado a la Fundación Avril Lavigne.
La gira originalmente estaba programada para comenzar en febrero de 2022. Sin embargo, las fechas se pospusieron para 2023, citando restricciones de lugar y de viaje, relacionadas con la pandemia en curso. Durante la gira, Lavigne también tendrá presentaciones en varios festivales de música, incluidos: Boston Calling, When We Were Young, Rock in Rio, Firefly Music Festival y iHeartRadio Music Festival.
El Love Sux Tour marcó el regreso de Lavigne a los escenarios europeos, canadienses y latinoamericanos, siendo un éxito de ventas con una gira completamente agotada, con cambio de venues para mayor capacidad. Debido al suceso de ventas, Lavigne ya comenzó a preparar una nueva gira europea, donde se presentará en varios festivales entre junio y julio de 2024.

## Repertorio
Canciones presentadas
1. «Cannonball»
2. «Bite Me»
3. «What the Hell»
4. «Here's to Never Growing Up»
5. «Complicated»
6. «My Happy Ending»
7. «Smile»
8. «Losing Grip»
9. «Flames»
10. «Love It When You Hate Me»
11. «Love Sux»
12. «Girlfriend»
13. «Bois Lie»
14. «Sk8er Boi»
15. «Head Above Water»
16. «I'm with You»

## Fechas
| Fecha                    | Ciudad         | País            | Lugar                                   |
| Norteamérica             | Norteamérica   | Norteamérica    | Norteamérica                            |
| ------------------------ | -------------- | --------------- | --------------------------------------- |
| 30 de abril de 2022      | Orillia        | Canadá          | Casino Rama Resort                      |
| 6 de mayo de 2022        | Quebec         | Canadá          | Videotron Centre                        |
| 7 de mayo de 2022        | Laval          | Canadá          | Place Bell                              |
| 9 de mayo de 2022        | Ottawa         | Canadá          | TD Place Arena                          |
| 10 de mayo de 2022       | London         | Canadá          | Budweiser Gardens                       |
| 12 de mayo de 2022       | Windsor        | Canadá          | Caesars Windsor                         |
| 13 de mayo de 2022       | Toronto        | Canadá          | Coca-Cola Coliseum                      |
| 17 de mayo de 2022       | Winnipeg       | Canadá          | Bell MTS Place                          |
| 18 de mayo de 2022       | Saskatoon      | Canadá          | SaskTel Centre                          |
| 19 de mayo de 2022       | Edmonton       | Canadá          | Rogers Place                            |
| 21 de mayo de 2022       | Calgary        | Canadá          | Southern Alberta Jubilee Auditorium     |
| 22 de mayo de 2022       | Calgary        | Canadá          | Southern Alberta Jubilee Auditorium     |
| 24 de mayo de 2022       | Vancouver      | Canadá          | Doug Mitchell Thunderbird Sports Centre |
| 25 de mayo de 2022       | Victoria       | Canadá          | Save-On Foods Memorial Centre           |
| 27 de mayo de 2022       | Boston         | Estados Unidos  | Harvard Athletic Complex                |
| 1 de junio de 2022       | Moncton        | Canadá          | Avenir Centre                           |
| 2 de junio de 2022       | Halifax        | Canadá          | Scotiabank Centre                       |
| Sudamérica               |                |                 |                                         |
| 5 de septiembre de 2022  | Lima           | Perú            | Arena Perú                              |
| 7 de septiembre de 2022  | São Paulo      | Brasil          | Espaço das Américas                     |
| 9 de septiembre de 2022  | Río de Janeiro | Brasil          | Parque dos Atletas                      |
| Norteamérica             |                |                 |                                         |
| 22 de septiembre de 2022 | Dover          | Estados Unidos  | The Woodlands                           |
| 24 de septiembre de 2022 | Las Vegas      | Estados Unidos  | Área 15                                 |
| 22 de octubre de 2022    | Las Vegas      | Estados Unidos  | Las Vegas Festival Grounds              |
| 23 de octubre de 2022    | Las Vegas      | Estados Unidos  | Las Vegas Festival Grounds              |
| 29 de octubre de 2022    | Las Vegas      | Estados Unidos  | Las Vegas Festival Grounds              |
| Asia                     |                |                 |                                         |
| 7 de noviembre de 2022   | Yokohama       | Japón           | Pacifico                                |
| 9 de noviembre de 2022   | Tokio          | Japón           | Tokyo Garden Theater                    |
| 10 de noviembre de 2022  | Tokio          | Japón           | Tokyo Garden Theater                    |
| 12 de noviembre de 2022  | Nagoya         | Japón           | Aichi Sky Expo                          |
| 14 de noviembre de 2022  | Osaka          | Japón           | Osaka-jō Hall                           |
| Europa                   |                |                 |                                         |
| 12 de abril de 2023      | París          | Francia         | Zénith de Paris                         |
| 14 de abril de 2023      | Ámsterdam      | Países Bajos    | AFAS Live                               |
| 15 de abril de 2023      | Berlín         | Alemania        | Knorkatorhalle                          |
| 17 de abril de 2023      | Hamburgo       | Alemania        | Sporthalle                              |
| 18 de abril de 2023      | Offenbach      | Alemania        | Stadhalle                               |
| 20 de abril de 2023      | Múnich         | Alemania        | Zénith de Paris                         |
| 21 de abril de 2023      | Zurigo         | Svizzera        | Samsung Hall                            |
| 23 de abril de 2023      | Padua          | Italia          | Kioene Arena                            |
| 24 de abril de 2023      | Milán          | Italia          | Mediolanum Forum                        |
| 26 de abril de 2023      | Praga          | República Checa | Tipsport Arena                          |
| 27 de abril de 2023      | Viena          | Austria         | Wiener Stadthalle                       |
| 28 de abril de 2023      | Stuttgart      | Alemania        | Porsche-Arena                           |
| 30 de abril de 2023      | Lodz           | Polonia         | Atlas Arena                             |
| 3 de mayo de 2023        | Colonia        | Alemania        | Palladium                               |
| 4 de mayo de 2023        | Bruselas       | Bélgica         | Forest National                         |
| 6 de mayo de 2023        | Mánchester     | Reino Unido     | O2 Apollo Manchester                    |
| 7 de mayo de 2023        | Londres        | Reino Unido     | O2 Brixton Academy                      |
| 9 de mayo de 2023        | Londres        | Reino Unido     | O2 Brixton Academy                      |
| 10 de mayo de 2023       | Londres        | Reino Unido     | O2 Brixton Academy                      |